# Budget du gouvernement du Québec de 1992
Lire en ligne

Discours sur le budget

1991 1993
Le budget du gouvernement du Québec de 1992 s'appliquant à l'année fiscale 1992-93 est présenté par Gérard D. Levesque le 14 mai 1992 à l'Assemblée nationale. C'est le huitième exposé budgétaire de Gérard D. Levesque et le 3e budget de la 34e législature.

## Contexte
Le budget est le dernier déposé avant l'entrée en vigueur du nouveau régime de taxe de vente (prévu alors le 1er juillet 1992) et dans un contexte économique très médiocre. Le PIB au Québec s'est contracté d'environ 1 % en 1991 et 68 000 emplois ont été perdus. Le gouvernement du Québec a adopté une mesure de soutien à l'économie (programme Relance-PME de la Société de développement industriel, accélération des investissements publics et ceux d'Hydro-Québec) et à la construction résidentielle (programme Mon taux, mon toit).
Ce budget est le premier suivant le vote de la Réforme Ryan qui réforme en profondeur les relations financières entre le gouvernement du Québec et les municipalités.
En février 1992, le ministre fédéral des Finances Don Mazankowski présente un budget fédéral comprenant certaines réductions d'impôts et une refonte totale de l'aide aux familles. Les allocations familiales et les crédits d'impôt remboursables et non remboursables pour enfants sont abolis et remplacés par une nouvelle Prestation fiscale pour enfants non imposable à partir du 1er janvier 1993.

## Principales mesures

### Revenus

#### Impôt sur le revenu
Suivant la réforme fédérale de l'aide aux familles, le budget annonce que la Prestation fiscale pour enfant (PFE) annoncée dans le budget fédéral du 25 février 1992 ne sera pas imposable au Québec, contrairement aux allocations familiales qu'elle remplace. Le plafond de la déduction pour frais de garde est également porté de 4 600 $ à 5 000 $ pour les enfants de moins de 7 ans ou présentant une déficience physique ou mentale et de 2 300 à 3 000 $ pour les autres à partir de 1993,.
Le budget prolonge indéfiniment la possibilité d'utiliser en franchise d'impôts les fonds accumulés dans un régime enregistré d'épargne-logement pour acheter des meubles neufs. La mesure était initialement uniquement applicable en 1991.
La déduction du régime d'épargne-actions pour les corporations à vocation régionale est haussée de 125 à 150 %. La déduction pour la conversion des débentures convertibles est également prolongée pour l'année 1993. Le crédit d'impôt maximum pour contribution au Fonds de solidarité FTQ est haussé de 700 à 1 000 $ par année, tout comme l'avait prévu le budget fédéral du 25 février.
Le crédit d'impôt remboursable à la formation (CIRF) instauré dans le budget 1990 est bonifié : les taux incitatifs qui devaient expirer le 31 décembre 1992 sont prolongés jusqu'au 31 décembre 1994.

#### Taxe de vente du Québec
Le budget annonce un changement majeur au régime à venir au 1er juillet 1992 : un taux spécial à 4 % sera accordé aux services et aux immeubles. Le taux pour les biens demeure à 8 % tel qu'initialement annoncé. Cette mesure coûteuse (740 millions de pertes de revenus en 1992-93 mais 1,04 milliard l'année suivante et 1,11 milliard en 1994-95) est partiellement compensée par une série de mesures d'économie:
- Des restrictions aux remboursements de taxes sur les intrants (notamment pour les grandes entreprises et les institutions financières) ;
- Une surtaxe de 2 % sur l'impôt sur le revenu d'entreprise active ;
- Un rajustement à la baisse du crédit d'impôt remboursable pour la taxe de vente destinée aux ménages à faible revenus ;
- L'abolition du remboursement de TVQ pour les habitations neuves coûtant moins de 175 000 $ ;
- Une compensation aux municipalités est annoncée à la suite de l'abolition de la taxe de 10 % sur les divertissements qui leur revenait[13].

#### Taxe sur le capital
Le seuil d'actifs en dessous duquel les sociétés étaient exonérées de payer le montant minimum de taxe sur le capital, fixé à 1 000 $ depuis 1981, est haussé à 5 000 $.

### Dépenses
Le président du Conseil du trésor, Daniel Johnson (fils), dépose le 24 mars 1992 des crédits budgétaire de 41,2 milliards pour l'année 1992-93 soit 2,2 milliards de plus (+ 5,8 %) que ceux de 1991-92. Plusieurs ministères et organismes voient leur budget gelé (Radio-Québec) ou réduit (ministères de l'Agriculture, des Affaires municipales, des Forêts, du Tourisme et des Transports). Le gouvernement annonce aussi une réduction de 10 % des effectifs et de la masse salariale de la fonction publique d'ici 1997.
Les deux grands postes que sont la santé et l'éducation voient leur budget augmenter de respectivement 4,2 % et 3,2 % (et 3,4 % pour les crédits à l'enseignement supérieur). Le ministère de l'Industrie et du Commerce voit ses crédits augmenter de 32 % pour financer notamment des coûts imprévus au Chantier Davie. Les ministères des Affaires culturelles (+ 12 %) et de l'Environnement (+ 7,6 %) font partie des ministères ayant obtenu des augmentations significatives de crédits.
Devant le ralentissement économique, les crédits au ministère de la Main-d'œuvre augmentent de 536 millions de dollars (+ 15,3 %) pour tenir compte d'une augmentation prévue de 12 % du nombre de personnes bénéficiaires de l'aide sociale.
Le Conseil du trésor resserre également certaines règles applicables à la fonction publique:
- Les voyages à l'extérieur du Québec des fonctionnaires devront être approuvés par écrit par le Conseil du trésor ;
- Les fonctionnaires devront contribuer financièrement pour leur espace de stationnement à leur lieu de travail.

Le ministre annonce également deux mesures en faveur du logement :
- L'abaissement de l'âge d'éligibilité au programme Logirente de 60 à 55 ans à raison d'un an par année[note 2],[20];
- Le Programme de rénovation d'immeubles locatifs (PRIL) administré par la Société d'habitation du Québec est doté de 31,5 millions de crédits supplémentaires[21].

### Réforme de l'assurance-maladie
Plusieurs mesures de déremboursement ou de tarification entrent en vigueur le 15 mai 1992:
- Les services dentaires sont complètement déremboursés pour les enfants de 10 à 16 ans, sauf pour les familles recevant l'aide sociale ;
- Les examens de la vue sont déremboursés pour les personnes de 18 à 40 ans ;
- Une contribution forfaitaire de 2 $ est demandé pour chaque prescription remboursée aux personnes âgées de 65 ans et plus. La contribution ne peut excéder 150 $ par an et est remboursée intégralement aux personnes recevant le Supplément de revenu garanti (SRG).

Les pharmaciens n'ont pas été prévenu de l'instauration de la contribution forfaitaire et la mesure étant d'application immédiate, elle cause un certain désordre dans les officines. Les pharmaciens critiquent également le dispositif applicable aux prestataires du SRG qui doivent payer la contribution et attendre un remboursement à venir au plus tôt en janvier 1993. La veille du budget l'Ordre des pharmaciens avait mis en garde le ministre de la Santé Marc-Yvan Côté des effets néfastes de la réforme proposée.

### Administration gouvernementale

#### Sociétés d'État et fonds spéciaux
Le budget va puiser 275 millions dans les excédents générés par la Société de l'assurance automobile du Québec et 25 millions dans les excédents des fonds spéciaux du gouvernement. La décision de puiser dans les excédents de la SAAQ déclenche une controverse, causant la démission d'un des membres de son conseil d'administration et fait l'objet d'un recours collectif, les demandeurs alléguant que les ponctions du gouvernement sont illégales, les fonds de la SAAQ étant constitués de primes d'assurances et non d'impôts.

#### Relations avec les municipalités
Le ministre annonce une compensation de 58,5 millions aux municipalités en contrepartie de l'abolition des droits sur les divertissements à partir du 1er juillet 1992,. Cette compensation s'ajoute à la hausse du taux de remboursement de TVQ accordés aux municipalités qui passe de 37 à 40 % au 1er juillet 1992, soit un allègement fiscal de 35 millions pour l'année 1993.

## Réactions

### Monde politique
Jacques Léonard, porte-parole du Parti québécois en matière de finances, critique sévèrement les hausses d'impôts et de taxes contenues dans le budget, ainsi que la mauvaise exécution des budgets précédents. Il critique également la ponction faite à la SAAQ et le manque général d'idées nouvelles (notamment pour la relance économique ou sur les négociations de libre-échange) faisant du budget un document « sans perspective, sans initiative, sans enthousiasme »,.

### Autres groupes
Le budget est mal reçu dans la société civile :
- Le milieu patronal reçoit particulièrement mal le budget, en particulier les mesures relatives aux restrictions de remboursements de la TVQ aux entreprises et la surtaxe sur l'impôt sur les sociétés[30].
- Le milieu syndical dénonce la déremboursement de certains soins, les hausses de taxes venant compromettre la relance économique et, dans le cas de la CEQ, les investissements jugés insuffisants pour la lutte contre le décrochage scolaire[31].

## Parcours législatif

### Projet de loi 70
La grande majorité du contenu du budget est incorporé dans le projet de loi 70 qui est présenté le 18 décembre 1992 par le ministre du Revenu Raymond Savoie. Le projet de loi est adopté en troisième lecture le 11 juin 1993 et est sanctionné 4 jours plus tard.
Un certain nombre de mesures seront incorporées dans le projet de loi 15 lors de la 3e session de la 34e législature présenté le 12 mai 1994 soit près de 2 ans après la présentation du budget. Le projet de loi – qui modifie pas moins de 15 lois fiscales sur 483 pages – est sanctionné le 17 juin 1994. Jean Filion, député de Montmorency pour le Parti québécois, critique de façon véhémente le délai entre le discours sur le budget et le dépôt du projet de loi 15.

## Exécution
L'exécution du budget est médiocre, avec une forte sous-exécution des revenus autonomes (près d'1,4 milliard de moins que prévu) notamment du fait de recettes très médiocres de l'impôt sur le tabac (affectées par la contrebande) et des impôts des sociétés. La baisse des dépenses par rapport au budget, avec un volume considérable de crédits périmés (1,5 milliard) en cours d'année, permet de limiter le dérapage budgétaire.
|                       |                      |                      |                      |           |
| Indicateur            | 24 mars 1992 Crédits | 12 mai 1992 Discours | Résultats définitifs | Variation |
|                       |                      |                      |                      |           |
| Revenus autonomes     | NC                   | 29 028               | 27 630               | 1 398     |
| Transferts fédéraux   | NC                   | 7 885                | 7 815                | 70        |
| Revenus totaux        | NC                   | 36 913               | 35 445               | 1 468     |
|                       |                      |                      |                      |           |
| Dépenses de programme | 36 101               | 40 703               | 35 613               | 326       |
| Service de la dette   | 4 918                | 40 703               | 4 764                | 326       |
| Dépenses              | 41 019               | 40 703               | 40 377               | 326       |
|                       |                      |                      |                      |           |
| Déficit               | NC                   | 3 790                | 4 932                | 1 142     |
|                       |                      |                      |                      |           |